# Eu Te Amo, Meu Brasil
Eu Te Amo, Meu Brasil foi um single da banda brasileira de rock Os Incríveis, lançada pela gravadora RCA no final de 1970 e gravada mais cedo naquele mesmo ano nos estúdios da gravadora em São Paulo. A canção foi um grande sucesso do grupo - um dos dois maiores da banda, entretanto, foi responsável pela saída de Netinho e Manito, respectivamente baterista e tecladista do grupo, em 1972. Tanto a banda - em menor extensão - como a dupla Dom & Ravel - do compositor da faixa, Dom - ficariam marcados como artistas adesistas à ditadura militar brasileira, o que levaria ao seu ostracismo nos anos seguintes.

## Gravação e produção
A canção foi composta por Dom (nome artístico de Eustáquio Gomes de Farias), da dupla Dom & Ravel, e apresentada ao grupo Os Incríveis, que buscavam material para o seu disco homônimo para ser lançado no final daquele ano. Como a Seleção Brasileira de Futebol tinha acabado de conquistar a Copa do Mundo FIFA de 1970, a banda acreditou que era uma boa ideia lançar uma canção que fizesse ligação com aquele clima festivo em relação ao país. Assim, foi gravada nas sessões para aquele disco, nos estúdios RCA, em São Paulo.

## Resenha musical
A canção é uma marcha com elementos de rock. A letra era extremamente ufanista, enaltecendo o Brasil pela sua diversidade de belezas naturais e culturais e demonstrando aprovação ao fato de viajar ao Brasil ou nele morar e permanecer. Além disso, a letra faz referências - através de paráfrases - à "Canção do Exílio", de Gonçalves Dias, bem como a slogans da ditadura militar brasileira, como "Brasil, ame-o ou deixe-o".

## Lançamento e sucesso
Com o lançamento do disco, foi uma das canções escolhidas para ser lançada em compacto simples, tendo sido lançadas duas versões: uma com "Quando Vejo o Sol" e outra com "Sem Destino (Vagabondo)", como lado B. Rapidamente, a canção estourou nas rádios e foi intensamente tocada no carnaval de 1971, tendo vendido, até fevereiro daquele ano, mais de 300 mil unidades. Além disso, a canção tornaria-se em número comum para bandas de escola e em eventos cívicos. O sucesso foi tão grande que o governador de São Paulo à época, Abreu Sodré, sugeriu que ela fosse adotada como uma versão popular do hino do Brasil. Desse modo, a canção ficaria em 2º lugar em vendas no ano de 1971 e em 3º lugar no ano seguinte, segundo a parada do Instituto Nopem.
Ela seria lançada, ainda, em um compacto duplo com canções do mesmo álbum.

## Controvérsia e legado
Nos anos seguintes, a canção tornou-se objeto de controvérsia junto com outras canções do período. Os artistas que as lançaram passaram a ser considerados adesistas à ditadura militar que governava o país à época, devido ao fato de o tom ufanista das canções coincidir com a propaganda política da época do Milagre econômico brasileiro que buscava mostrar a imagem de um "Brasil grande", com slogans como "Brasil, ame-o ou deixe-o". Autores defendem que diversos desses artistas simplesmente buscaram aproveitar o momento de euforia com a economia e com a Seleção para vender discos com esta temática patriótica. Entretanto, com o consentimento ou não dos artistas, o fato é de que diversas dessas obras foram utilizadas com conotações políticas e até em campanhas políticas. Como resultado, diversos desses artistas enfrentaram problemas para prosseguir com as suas carreiras artísticas nos anos seguintes, entrando em uma espécie de ostracismo.
Com a eleição de Jair Bolsonaro, em 2018, esta canção passou a ser utilizada em vinhetas pelo SBT como forma de se aproximar do novo presidente.

## Faixas
| Lado A |                         |                |         |  |
| N.º    | Título                  | Compositor(es) | Duração |  |
| 1.     | "Eu Te Amo, Meu Brasil" | Dom            | 3:03    |  |

| Lado B         |                     |                |         |  |
| N.º            | Título              | Compositor(es) | Duração |  |
| 1.             | "Quando Vejo O Sol" | Nenê / Ravel   | 2:45    |  |
| Duração total: | Duração total:      | Duração total: | 5:48    |  |

| Versão alternativa do lado B |                           |                                                                                               |         |  |
| N.º                          | Título                    | Compositor(es)                                                                                | Duração |  |
| 1.                           | "Sem Destino (Vagabondo)" | Alberto Morina / Adriano Tomassini / Mario Vicari / Giulio D'Ercole / Versão: George Freedman | 3:13    |  |
| Duração total:               | Duração total:            | Duração total:                                                                                | 6:16    |  |

## Créditos
Créditos dados pelo Discogs.

### Músicos
- Manito: órgão elétrico, repique e vocal de apoio
- Mingo: guitarra, piano e vocal
- Nenê: baixo, bumbo e vocal
- Risonho: pratos e vocal de apoio
- Netinho: repique e bumbo

### Ficha técnica
- Direção de arte: Alfredo Corleto
- Produção: Alfredo Corleto
- Layout: Tebaldo

## Ligação externa
- «Trecho da canção»